# Dům čp. 156 (Kamenický Šenov)
Dům čp. 156 je patrový městský obytný dům s částečně zděným přízemím a roubeným patrem v Kamenické ulici (německy Kamnitzerstrasse) v Kamenickém Šenově. Dům se nachází ve svažitém terénu, který je vyrovnán opěrnou zdí se schodištěm. Klasicistní prvky objektu datují jeho současnou podobu (rok 2023) do přelomu 18. a 19. století. Památkově chráněný je od 3. května 1958 a 20. ledna 1965 byl zapsán do státního seznamu kulturních památek.

## Historie
- V roce 1772 vlastnil dům zahradník Franz Anton Knappe (* 1713), jeho manželkou byla Anna Elisabeth (* 1725).[2]
- V roce 1817 získal dům Clemens Knechtel, syn Franze Antona Jacoba Knechtela (bydlel v domě č.p. 49).[2]
- Po vyvlastnění jeho majetku přešel dům č.p. 156 do vlastnictví jeho bratra Franze Antona Knechtela (* 1806).[2]
- Po jeho smrti zůstala nemovitost stále v majetku rodu Knechtelových; dům obýval řidicí učitel Franz Fischer s rodinou, později se do objektu nastěhoval mistr soustružník Gustav Wenzel.[2]
- Po částečné přestavbě domu obýval nemovitost Franz Kittel mladší a jeho manželka Marie (dcera továrníka Adolfa Rückela).[2]
- Stav k lednu 2023.[p. 1]

## Popis
Památkově chráněný patrový městský obytný dům pocházející z přelomu 18. a 19. století je obdélná budova zastřešená mansardovou střechou krytou eternitem. (Původní valbová střecha byla kryta břidlicí.) Dům byl vystavěn na vysokém zděném základě a přízemí bylo původně z kamene. Přízemí budovy bylo tedy od počátku existence objektu zděné, horní poschodí však bylo dřevěné s konstrukcí tvořenou masivními trámy. Tyto trámy byly v patře na podélné straně domu směrem do ulice Kamenická pokryty svislými prkny, zatímco trámy krátkých bočních průčelí a zadní podélné strany domu (do zahrady) byly původně nekryté. Zřejmě teprve po roce 1935 byly i tyto trámy svisle zabedněny.
Oba domovní štíty byly původně obloženy dřevem, dnes je tam střešní krytina. Podélná strana budovy směrem do ulice Kamenická má 6 okenních os. V přízemí jsou dvě levé krajní okenní osy (1. a 2.) vetknuty do půlelipticky vystupujícího výklenku krytého vlastní stříškou na rozhraní přízemí a patra. Na fotografii z roku 1934 ještě zmíněný výstupek (výklenek) není, takže byl přistavěn k domu později. V přízemí napravo od výklenku jsou umístěny domovní dveře s přímou naddveřní římsou, pod kterou se nachází ploché klenutí nesené krátkými zdobnými pilastry (s rostlinnými motivy). Ke vstupním domovním dveřím se zdobným portálem vedlo mnohastupňové impozantní otevřené kamenné schodiště. Strana objektu směřující do ulice Kamenická byla v omítnutém přízemí mezi okny rozčleněna pískovcovými pilastry (s ozdobnými hlavicemi). Tyto pilastry byly opatřeny nátěrem. Levá boční stěna domu (směřující na východ) disponuje třemi okenními osami. Viditelná část střechy z této boční strany byla ozdobně osazená břidlicí, dnes je zde eternit. Pravá boční stěna domu směřující na západ má jen dvě okenní osy a řešení mansardové střechy je obdobné jako u levé boční stěny.
Některé vnitřní místnosti objektu (síně) byly původně sklenuty valeně s lunetami, některé sklenuty plackami, zbylé pak měly stropy jen trámové.

### Vnitřní popis

#### Přízemí
K domovním dveřím se přicházelo z ulice Kamenická otevřeným schodištěm (A). Po vstupu do domu byla v přízemí první místností prostorná předsíň (B), odkud se mohlo pokračovat vlevo do světnice (C) spojené s menší světničkou (D) nebo se z předsíně (B) vstupovalo do kuchyně (E). V pravé polovině přízemí byla pak z předsíně (B) dostupná spižírna (F) a za ní, po projití části chodby (H), byl vstup do skladu zboží (G). Chodba (H) vedoucí podél spižírny (F) a skladu zboží (G) pokračovala do dřevěné chodby (J). Ta byla přistavena k zadní podélné pravé polovině domu (do zahrady) a na jejím konci byla toaleta (K). Z předsíně (B) vedlo dřevěné schodiště (M) do horního patra domu. Pod tímto schodištěm (M) pak byly schůdky sloužící pro vstup do sklepa (L).

#### Patro
Hlavní dřevěné schodiště (M) ústilo v patře domu do horní předsíně (N). Z tohoto prostoru se vcházelo do pokojů O, P, Q, R a S. Tyto místnosti sloužily buď jako obytné prostory nebo jako ložnice. Mezi pokojem (R) a (S) v pravé polovině domu byly široké dřevěné schody (U) vedoucí do prostorného podkroví. Z druhé strany pokoje (S) byla horní část (již dříve zmíněné) přistavěné dřevěné chodby (T), v jejímž závěru se nacházela toaleta (K).

Vnitřní členění objektu (stav kolem roku 1935)
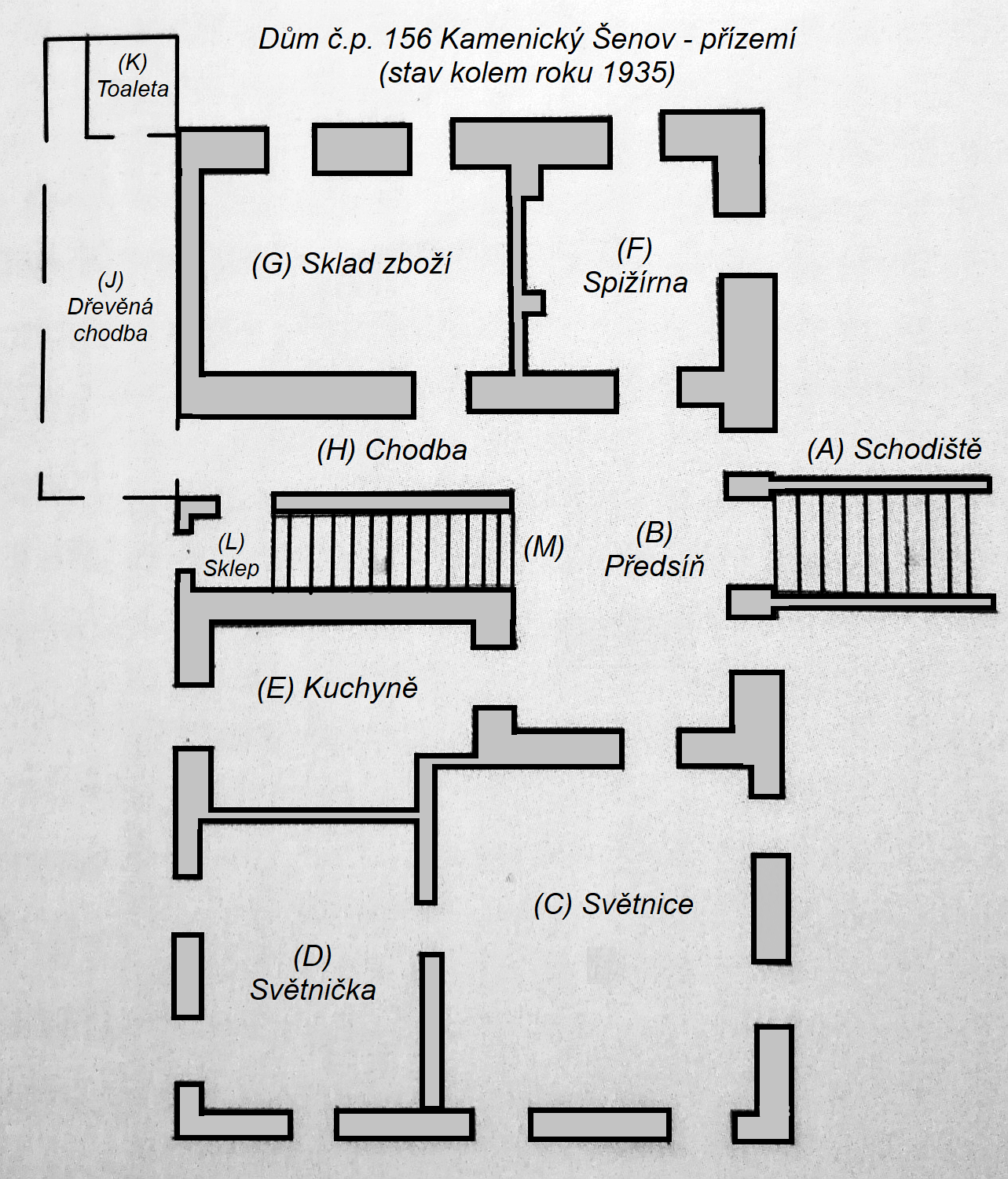
Přízemí
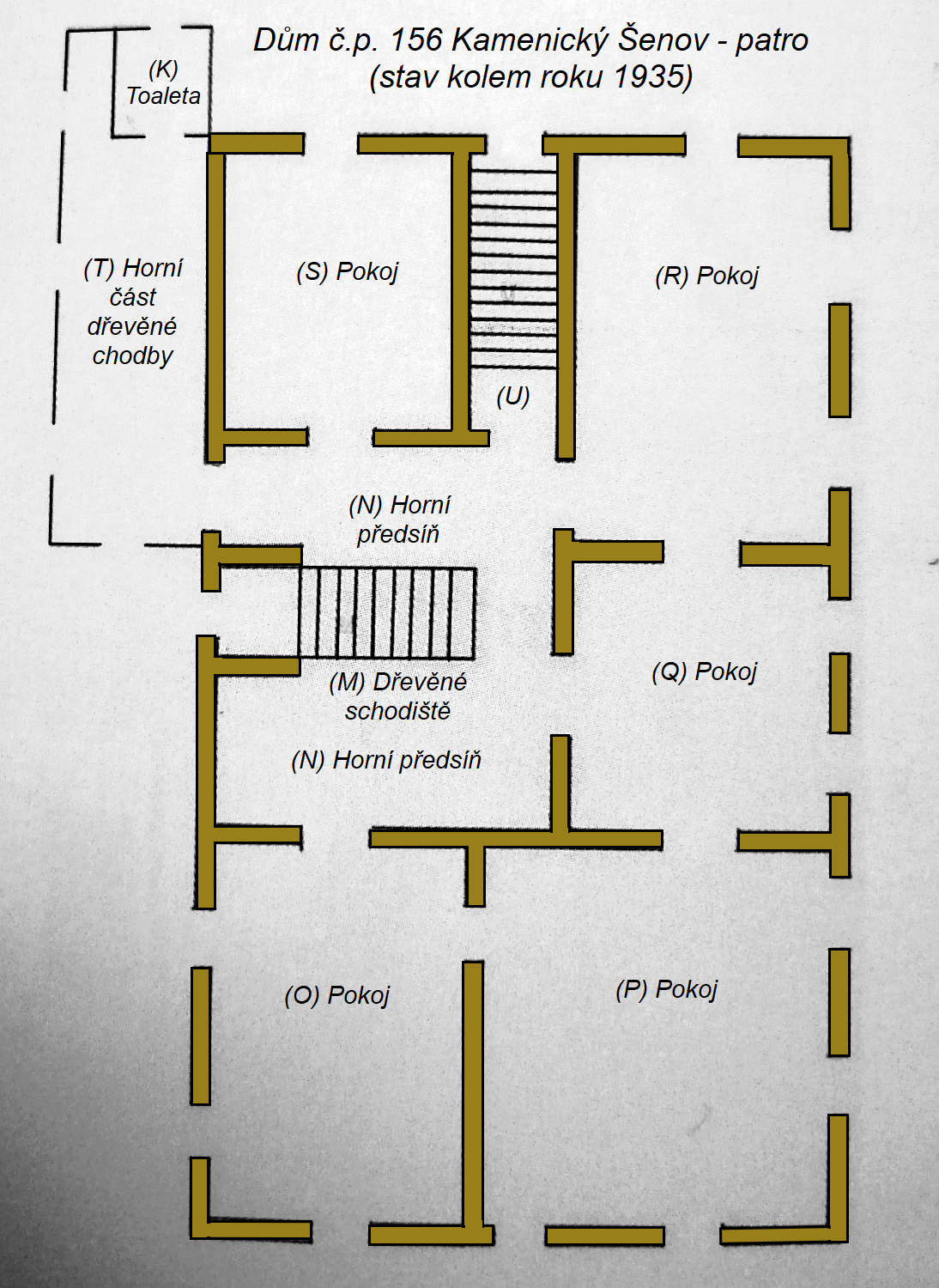
Patro

## Galerie

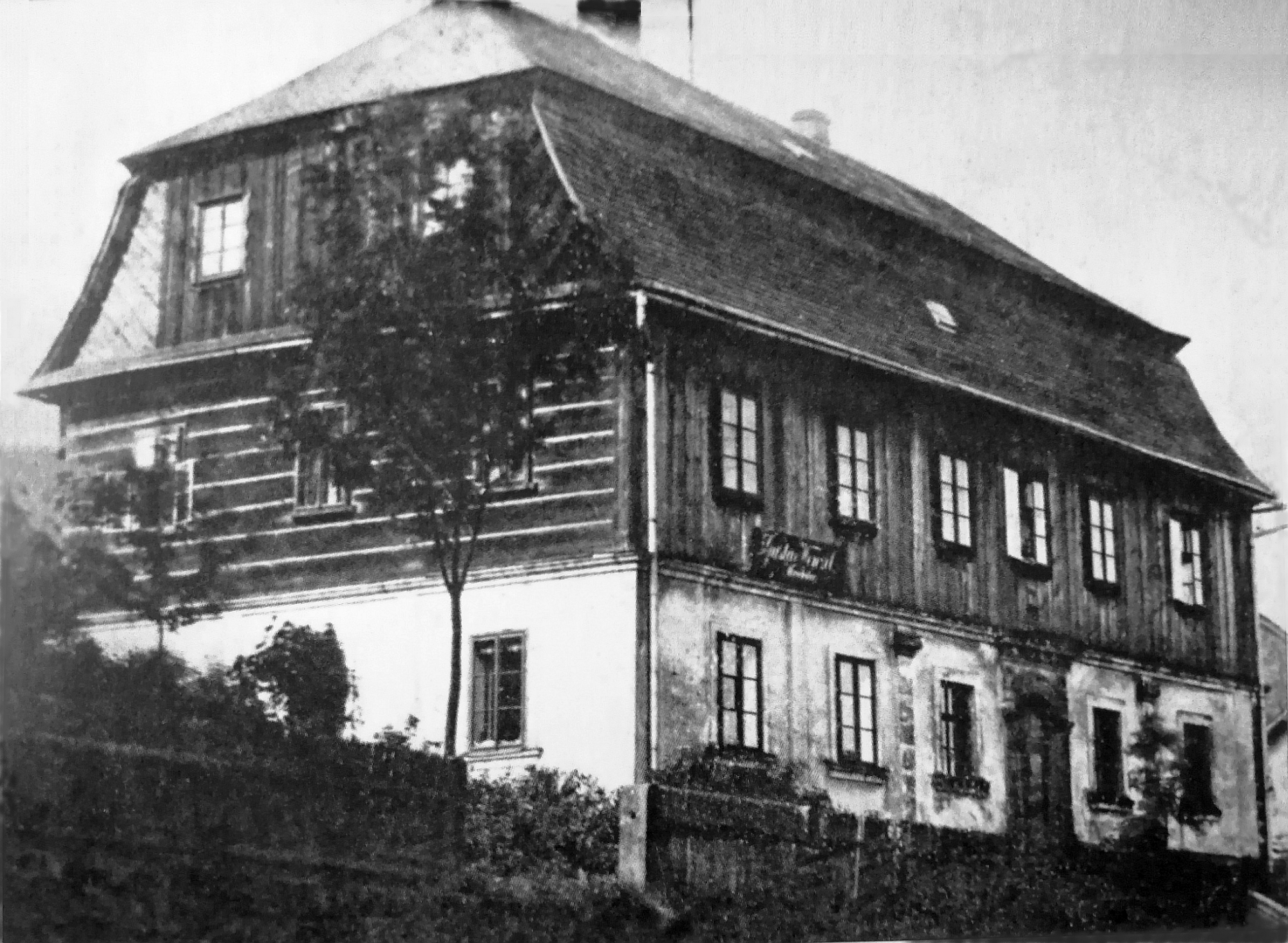
Dům v Kamnitzerstrasse 156 (rok 1899)
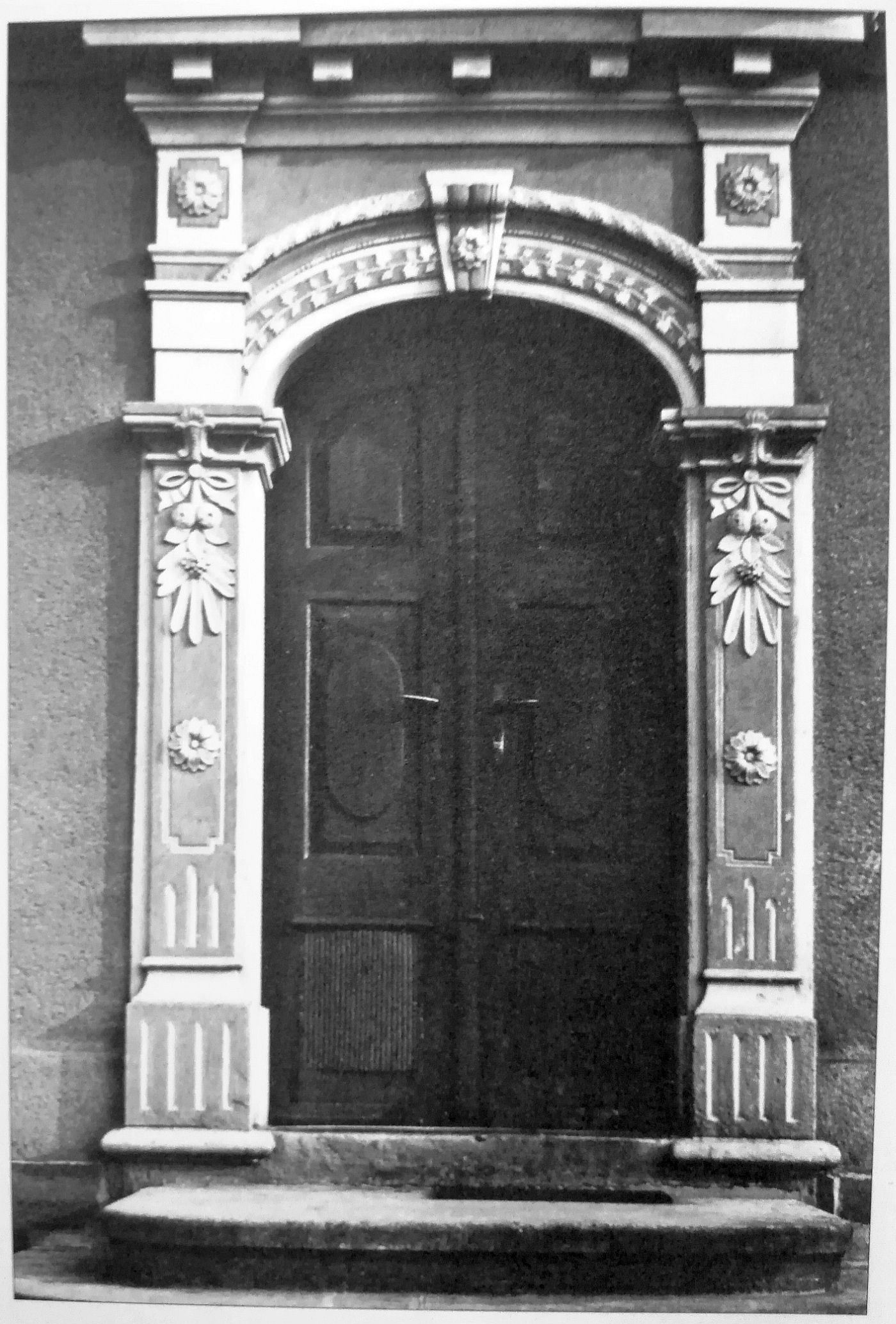
Dveře domu v Kamnitzerstrasse 156 (rok 1934)
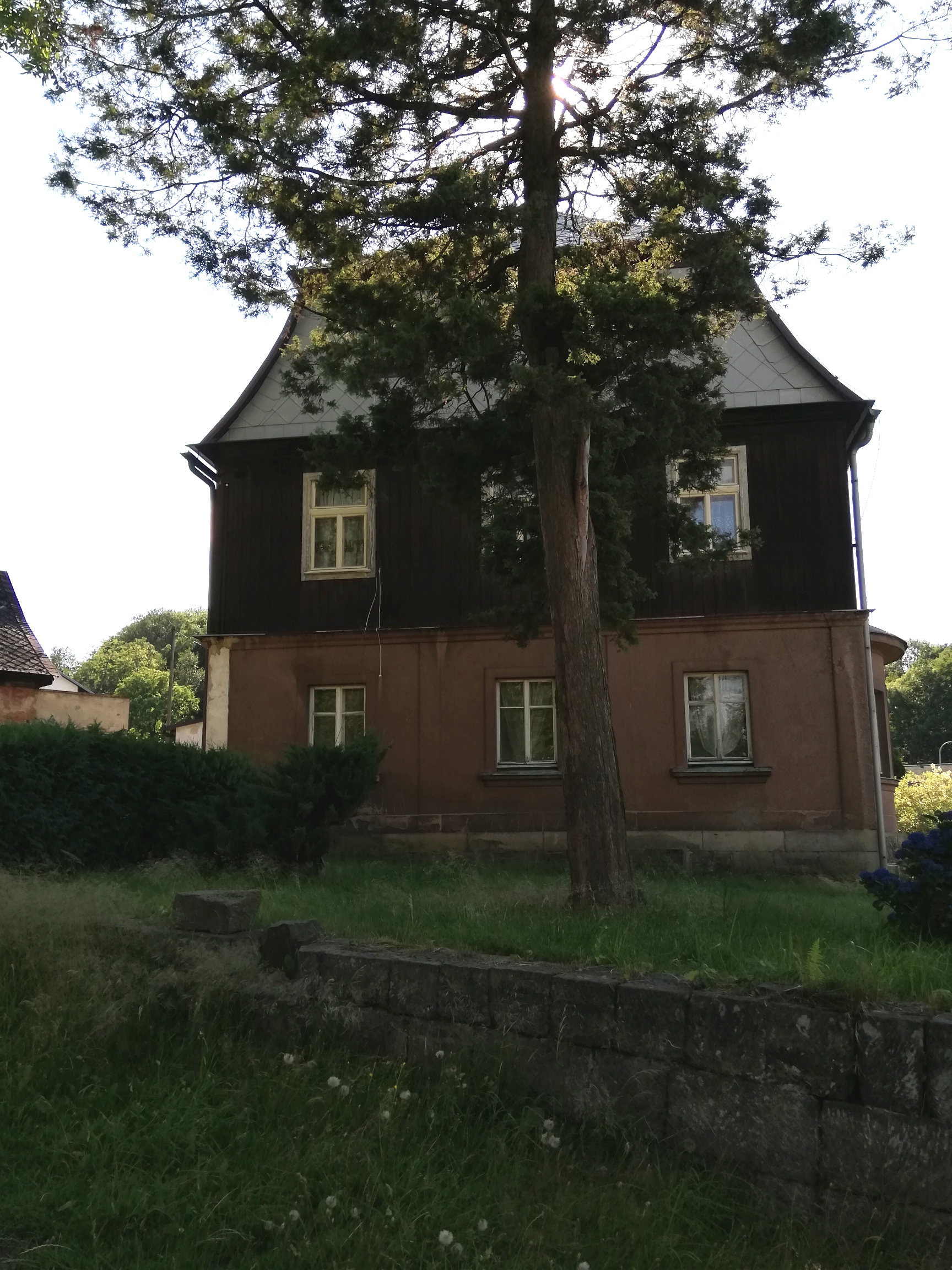
Pohled na průčelí domu orientované východním směrem (rok 2022)
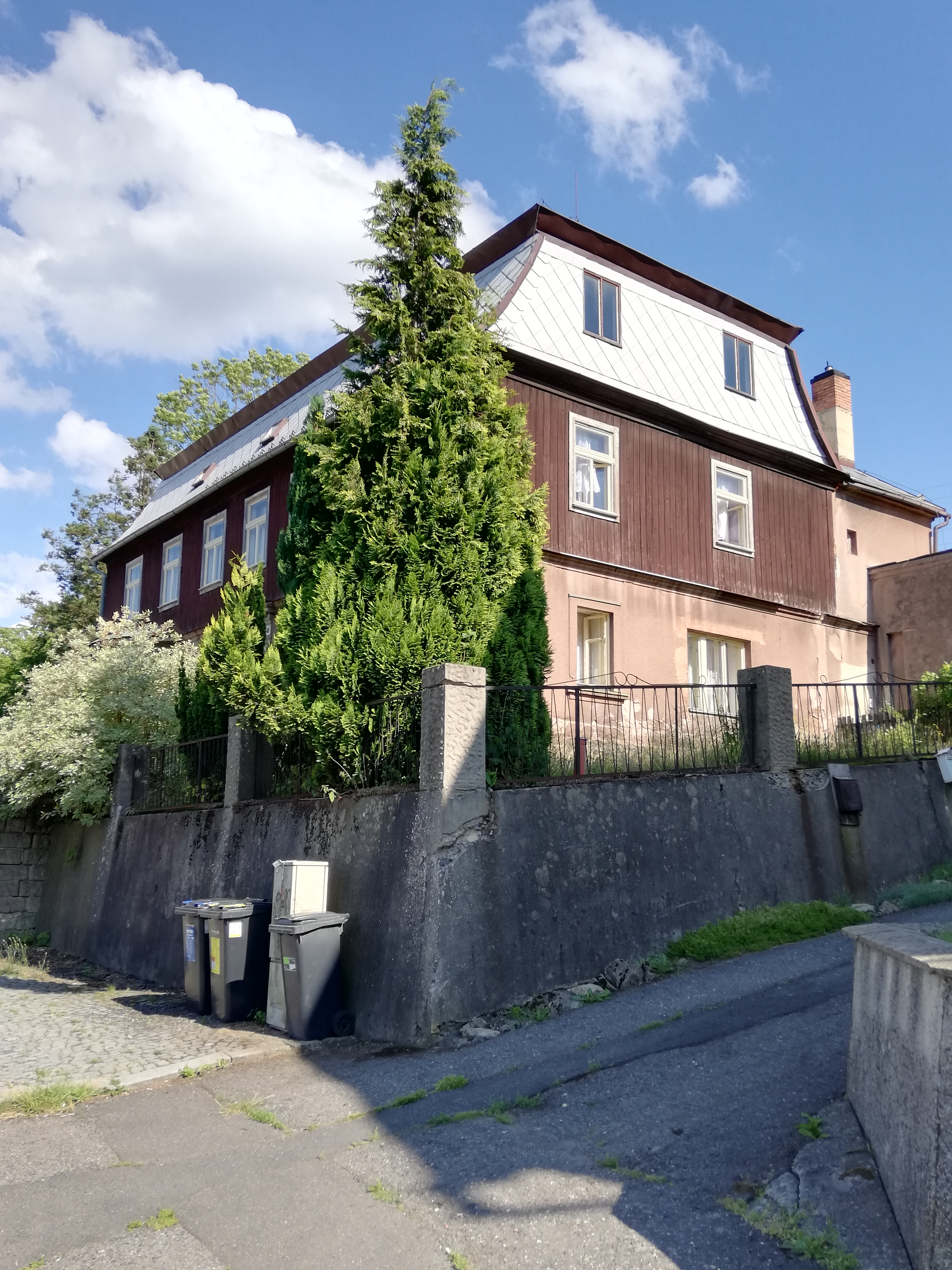
Pohled na průčelí domu orientované západním směrem (rok 2022)
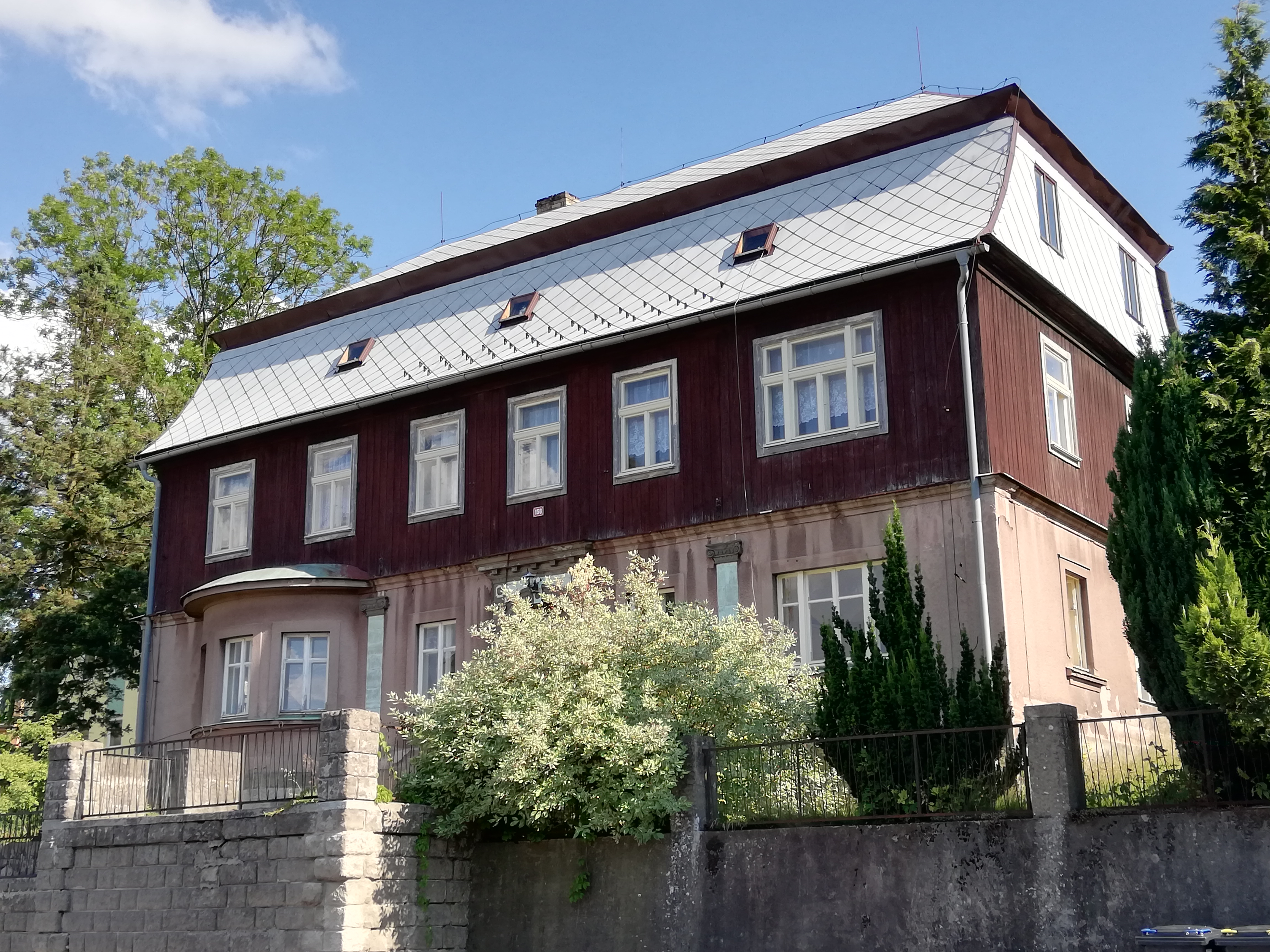
Pohled na podélnou stranu domu orientovanou do ulice Kamenická (rok 2022)
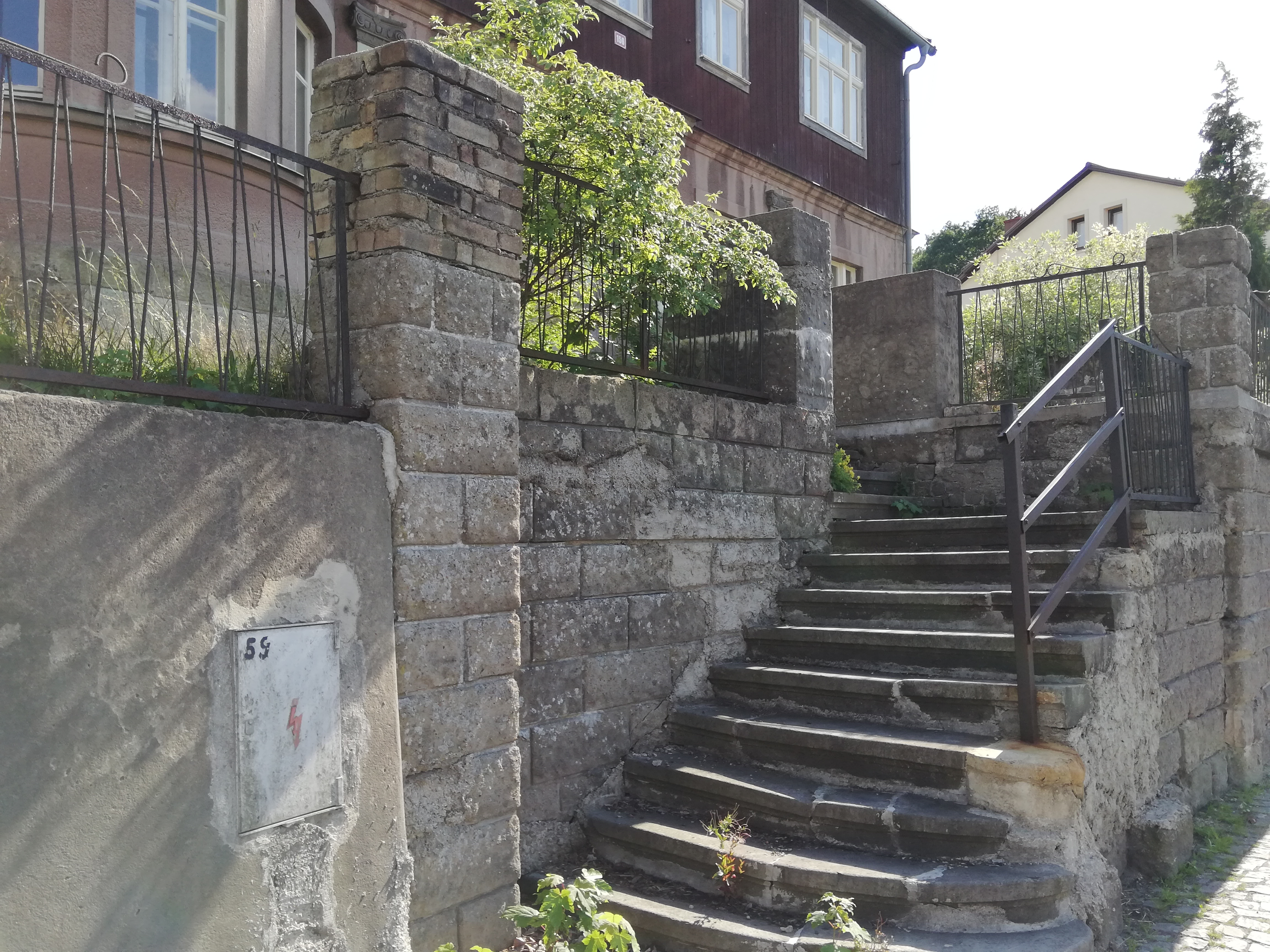
Opěrná zeď a otevřené kamenné schodiště do ulice Kamenická (rok 2022)